# 고림로
고림로(Gorim-ro)는 용인시 처인구 마평동 동부사거리부터 용인시 처인구 유림동 산골말입구사거리까지 이어지는 약 2 km의 도로이다. 이름은 유림동에서 따왔다. 전 구간이 국가지원지방도 제98호선이다.

## 주요경유지
- 용인시 처인구 동부동
- 유림동

## 노선
전 구간 국가지원지방도 제98호선에 속한다.
| 이름               | 접속 노선                                                 | 소재지        | 소재지 | 비고 |
| ------------------ | --------------------------------------------------------- | ------------- | ------ | ---- |
| 동부사거리         | 국도 제42호선 (중부대로) 국가지원지방도 제57호선 (동부로) | 용인시 처인구 | 동부동 |      |
| 제일교회사거리     | 금령로                                                    | 용인시 처인구 | 동부동 |      |
| 실내체육관사거리   | 금학로                                                    | 용인시 처인구 | 동부동 |      |
| 마펑1교교차로      | 고진로                                                    | 용인시 처인구 | 동부동 |      |
| 서산식당입구삼거리 | 고림로212번길                                             | 용인시 처인구 | 유림동 |      |
| 산골말입구사거리   | 국가지원지방도 제98호선 한터로 경안천로258번길            | 용인시 처인구 | 유림동 |      |